# Емейзін сторіз аннуал
«Amazing Stories Annual: The Year Book of Scientifiction» — щорічник фантастики, який вийшов один раз 1927 року як додаток до «Amazing Stories». Наступного року перетворився на щоквартальник «Amazing Stories Quarterly».

## Журнал
Практично від початку видання журнал «Amazing Stories» мав успіх у читачів, тому Г'юго Гернсбек вирішив спробувати випускати об'ємніший і дорожчий щорічний додаток тієї ж тематики.
Особливістю Amazing Stories Annual була можливість опублікувати досить великий за обсягом роман цілком в одному номері. Гернсбеку пощастило залучити в перший випуск новий роман Е. Р. Барроуза «Великий розум Марса», який до цього відхилили журнали «Argosy» і «Popular Magazine», оскільки роман був фантастичний. Гернсбека ж це, навпаки, більш ніж влаштовувало.
Успіх «Amazing Stories Annual» був такий великий (Гернсбек стверджував, що продав близько 150 тисяч примірників), що вже 1928 року щорічник перетворено на щоквартальник «Amazing Stories Quarterly» і номер «Annual» за 1927 рік залишився єдиним.

## Вихідні дані
- Видавець: Experimenter Publishing Company[en].
- Редактор: Г'юго Гернсбек .
- Помічник редактора: Томас О'Конор Слоун[en].
- Формат: bedsheet[en].
- Об'єм: 128 стор.
- Ціна: 50 центів.

## Зміст номера
- Обкладинка: Френк Пол[4]
- Е. Р. Барроуз, «Великий розум Марса» (The Master Mind of Mars, роман)
- А. Мерріт, «Обличчя в безодні» (The Face in the Abyss, оповідання)
- А. Мерріт, «Мешканці безодні» (The People of the Pit, оповідання)
- А. Гаят Верріл[en], «Людина, яка могла зникнути» (The Man Who Could Vanish, оповідання)
- Жак Морган, «Утворено Енергетичну котячу компанію» (The Feline Light and Power Company Is Organized, оповідання)
- Герберт Веллс, «Під ножем» (Under the Knife, оповідання)
- Остін Голл[de], «Людина, яка врятувала Землю» (The Man Who Saved the Earth, оповідання)

## Цікаві факти
- До випуску «Amazing Stories Annual» Гернсбека підштовхнула можливість опублікувати роман Барроуза. Це була рідкісна можливість, яка з'явилася через те, що роман «Великий розум Марса» відкинули усі великі журнали (ймовірно через прозорі сатиричні випади проти християнських фундаменталістів — редактори не захотіли втрачати читачів, які живуть у так званому «біблійному поясі»). Є свідчення, що Барроуз навіть безкоштовно пропонував цей роман журналу «Popular Magazine»[en] з умовою, що йому заплатять, якщо публікація збільшить продажі журналу, але також отримав відмову. Не зумівши прилаштувати роман за своєю звичайною ставкою, Барроуз погодився на значно скромнішу пропозицію Гернсбека (сума угоди, з розрахунку 2¢ за слово,[1] становила лише 1250 доларів). Однак Гернсбек, який славився тим, що вкрай неохоче виплачував гонорари,[5] не став робити винятку і для Барроуза і тягнув із виплатою так довго, що той зумів добитися від нього грошей та штрафу за затримку лише через суд. Згодом, коли Гернсбек звернувся до нього по дозвіл на друк іншого роману, Барроуз запросив позамежну ціну і тим самим закрив можливість для переговорів.
- Назву роману «Великий розум Марса» вигадав Гернсбек, автор пропонував назви «Дивна пригода на Марсі» (A Weird Adventure on Mars) і «Вад Варо з Барсума» (Vad Varo of Barsoom).[1]
- За винятком роману Барроуза, решта публікацій номера були перевиданнями.
- У редакційному вступі до номера Гернсбек анонсував майбутнє публікування продовження повісті А. Мерріта «Обличчя в безодні», яку дійсно згодом написано, але опубліковано (під назвою «Мати-Змія») в журналі «Argosy». За версією історика Сема Московиця, Мерріт дійсно домовлявся з Гернсбеком про публікування продовження, проте за угодою був зобов'язаний запропонувати його спочатку в «Argosy» (цю версію підтримує та обставина, що Мерріт на прохання Гернсбека істотно переробив для публікації в «Science and Invention» свій роман «Металеве чудовисько»). Залишається неясним, чому Гернсбек, який не міг не знати про зобов'язання Мерріта перед «Argosy», дозволив собі анонсувати продовження, тим самим поставивши письменника в украй незручне становище.
- За свідченням Морта Вайсінгера[en] Мерріт дізнався про публікацію його творів у «Amazing Stories Annual» тільки від Вайсінгера, що означає, що Гернсбек набував права на публікацію не в самого Мерріта, а через ліцензійний відділ видавничої компанії Munsey, не повідомляючи про це самого Мерріта.
- Публікація оповідання Мерріта «Мешканці безодні» була, мабуть, вимушеним заходом: на стор. 89 випуску залишилася вказівка на оповідання Маррі Лейнстера «Хмарочос, що втік», якого в номері немає і замість якого опубліковано «Мешканці безодні». Ймовірно, вже готовий номер довелося терміново переробляти через те, що Гернсбеку не вдалося погодити з Лейнстером умови публікації.
- Оповідання Жака Моргана «Утворено Енергетичну котячу Компанію» вперше опубліковано в журналі Гернсбека «Modern Electrics» ще 1912 року.
- Журнал з'явився у продажу в середині липня 1927 року.
- «Amazing Stories Annual» випущено за стандартами, значно нижчими, ніж «Amazing Stories» — на дуже поганому папері та з низькою якістю друку. Стан збережених примірників журналу зазвичай дуже поганий.